# Qingxi (ort)
Qingxi (kinesiska: 清溪) är en ort i Kina. Den ligger i provinsen Hunan, i den södra delen av landet, omkring 320 kilometer sydväst om provinshuvudstaden Changsha. Antalet invånare är 1 910.
Runt Qingxi är det ganska tätbefolkat, med 96 invånare per kvadratkilometer. Närmaste större samhälle är Maoping, 11,4 km nordost om Qingxi. I omgivningarna runt Qingxi växer i huvudsak blandskog.
Genomsnittlig årsnederbörd är 1 831 millimeter. Den regnigaste månaden är juni, med i genomsnitt 271 mm nederbörd, och den torraste är december, med 64 mm nederbörd.